# Konstantinos Galanopoulos
Konstantinos Galanopoulos (en griego: Κωνσταντίνος Γαλανόπουλος; Atenas, 28 de diciembre de 1997) es un futbolista griego que juega en la demarcación de centrocampista para el APOEL de Nicosia de la Primera División de Chipre.

## Selección nacional
Tras jugar en la selección de fútbol sub-18 de Grecia, en la sub-19 y en la sub-21, finalmente el 15 de mayo de 2018 hizo su debut con la selección absoluta en un encuentro amistoso contra Arabia Saudita que finalizó con un resultado de 2-0 a favor del combinado saudita tras los goles de Salem Al-Dawsari y Mohamed Kanno.

## Clubes
| Club             | País   | Año       | Partidos | Goles |
| ---------------- | ------ | --------- | -------- | ----- |
| AEK Atenas F. C. | Grecia | 2015-2025 | 172      | 11    |
| APOEL de Nicosia | Chipre | 2025-     | 18       | 2     |

## Palmarés

### Campeonatos nacionales
| Título              | Club             | País   | Año  |
| ------------------- | ---------------- | ------ | ---- |
| Copa de Grecia      | AEK Atenas F. C. | Grecia | 2016 |
| Superliga de Grecia | AEK Atenas F. C. | Grecia | 2018 |
| Superliga de Grecia | AEK Atenas F. C. | Grecia | 2023 |
| Copa de Grecia      | AEK Atenas F. C. | Grecia | 2023 |